# Beketinec
Beketinec es una localidad de Croacia en la ciudad de Križevci, condado de Koprivnica-Križevci.

## Geografía
Se encuentra a una altitud de 152 m s. n. m. a 61 km de la capital nacional, Zagreb.

## Demografía
En el censo 2011, el total de población de la localidad fue de 38 habitantes.
| Gráfica de población de Beketinec 1857-2011                         |
|                                                                     |
| Según los censos de población de la oficina estadística de Croacia. |